# Kevin Hector
Kevin James Hector (* 2. November 1944 in Leeds) ist ein ehemaliger englischer Fußballspieler.

## Spielerkarriere

### Bradford Park Avenue
Kevin Hector startete seine Karriere 1962 beim englischen Drittligisten Bradford Park Avenue und stieg direkt in die vierte Liga ab. In dieser Spielklasse profilierte er sich als Torjäger und erzielte zwischen 1962 und 1966 in 176 Ligaspielen 113 Tore.

### Derby County
Im September 1966 wechselte Hector zum englischen Zweitligisten Derby County und debütierte am 17. September 1966 beim 2:1-Sieg über Crystal Palace. Mit der Ankunft des neuen Trainers Brian Clough zu Beginn der Saison 1967/68 wurde die erfolgreichste Zeit der Vereinsgeschichte eingeläutet. In der Second Division 1968/69 gelang Derby nach 16 Jahren die Rückkehr in die First Division. Der Start in der höchsten englischen Spielklasse begann in der Saison 1969/70 mit dem vierten Platz sehr erfolgreich. Nach einem neunten Platz 1970/71 gewann Derby County in der Football League First Division 1971/72 den ersten Meistertitel der Vereinsgeschichte. Neben seinen Mannschaftskameraden Alan Hinton und John O’Hare erwies sich Hector (42 Spiele/12 Tore) als treffsicherer Spieler. In der Saison 1972/73 konnte County diesen Erfolg mit Platz 7 nicht wiederholen, dafür gelang dem Team der Einzug ins Halbfinale des Europapokal der Landesmeister 1972/73. Nachdem u. a. in der 2. Runde Benfica Lissabon bezwungen werden konnte, wartete im Halbfinale der italienische Meister Juventus Turin. Nach einer 1:3-Niederlage in Turin schied Derby nach einem 0:0 zu Hause aus dem Wettbewerb aus und verfehlte so das Finale gegen Ajax Amsterdam. Hector erzielte vier Treffer während des laufenden Wettbewerbs und wurde damit erfolgreichster Torschütze seiner Mannschaft.
Zu Beginn der Saison 1973/74 trennte sich der Vorstand unter turbulenten Umständen von Trainer Brian Clough und verpflichtete den ehemaligen Spieler Dave Mackay als seinen Nachfolger. Mackay erreichte mit County 1974 noch einen dritten Platz und führte die Mannschaft in der Football League First Division 1974/75 zur zweiten Meisterschaft der Vereinsgeschichte. Hector (38 Spiele/13 Tore) erzielte nach Bruce Rioch die meisten Treffer und trug so seinen Teil zum Titel vor dem FC Liverpool bei. Der zweite Start im Europapokal der Landesmeister 1975/76 endete bereits in der 2. Runde. Derby scheiterte nach zwei legendären Spielen mit 4:1 und 1:5 nach Verlängerung am spanischen Meister Real Madrid. Die Leistungen in der Liga verschlechterten sich nach einem vierten Platz 1975/76 in den beiden Folgejahren deutlich. 
1978 entschied sich Kevin Hector Derby nach zwölf erfolgreichen Jahren zu verlassen. Er wechselte zu den Vancouver Whitecaps in die North American Soccer League und gewann dort 1979 durch ein 2:1-Finalsieg gegen die Tampa Bay Rowdies den Meistertitel. 1980 kehrte er zu Derby County zurück, die zuvor aus der Football League First Division 1979/80 in die zweite Liga abgestiegen waren. 1982 beendete er endgültig seine Profikarriere und war in der Folgezeit noch für einige Amateurvereine aktiv.

### Englische Nationalmannschaft
Kevin Hector debütierte erst im Alter von 28 Jahren in der englischen Nationalmannschaft. Am 17. Oktober 1973 bestritt er in der Qualifikation zur Fußball-Weltmeisterschaft 1974 in Deutschland im entscheidenden Spiel gegen Polen sein erstes Länderspiel. Hector wurde von Trainer Alf Ramsey beim Stand von 1:1 für Martin Chivers eingewechselt, scheiterte jedoch mit einer Chance am polnischen Torhüter Jan Tomaszewski und schied mit England aus der Quali aus. Am 14. November 1973 bestritt er beim 0:1 gegen Italien sein zweites und letztes Länderspiel.